# Động đất Quần đảo Banggai 2000
Động đất Quần đảo Banggai 2000 (tiếng Indonesia: Gempa Bumi Kepulauan Banggai 2000) là trận động đất xảy ra vào lúc 12:21 (WITA), ngày 4 tháng 5 năm 2000. Trận động đất có cường độ 7.5 richter, tâm chấn độ sâu khoảng 30 km. Động đất đã gây ra sóng thần lớn, với chiều cao lên đến 6 m. Hậu quả trận động đất đã làm 46 người chết, 264 người bị thương.